# Geraldo Machado
Geraldo Magalhães Machado (Salvador, 1947 – Salvador, 6 de agosto de 2016) foi um engenheiro e intelectual brasileiro, imortal da Academia de Letras da Bahia, cadeira 4. 

## Biografia
Engenheiro elétrico de formação, Geraldo Machado foi fundador da Fundação Luís Eduardo Magalhães e superintendente geral da instituição. 
Foi membro do Conselho Estadual de Cultura (de 1983 a 1987); e membro do Conselho da Fundação Casa de Jorge Amado. 
Foi secretário da Indústria e Comércio e Mineração em 1998 e diretor executivo da Fundação Cultural do Estado da Bahia  entre 1979 e 1983. 
Imortal da Academia de Letras da Bahia desde 31 de outubro de 2003, ocupava a Cadeira de número 4, cujo patrono é o advogado, historiador e poeta português Sebastião da Rocha Pita. 
Geraldo Machado, de 69 anos, morreu no Hospital Aliança, em Salvador, no dia 6 de agosto de 2016. O intelectual lutava contra um câncer. 